# Протомалайцы

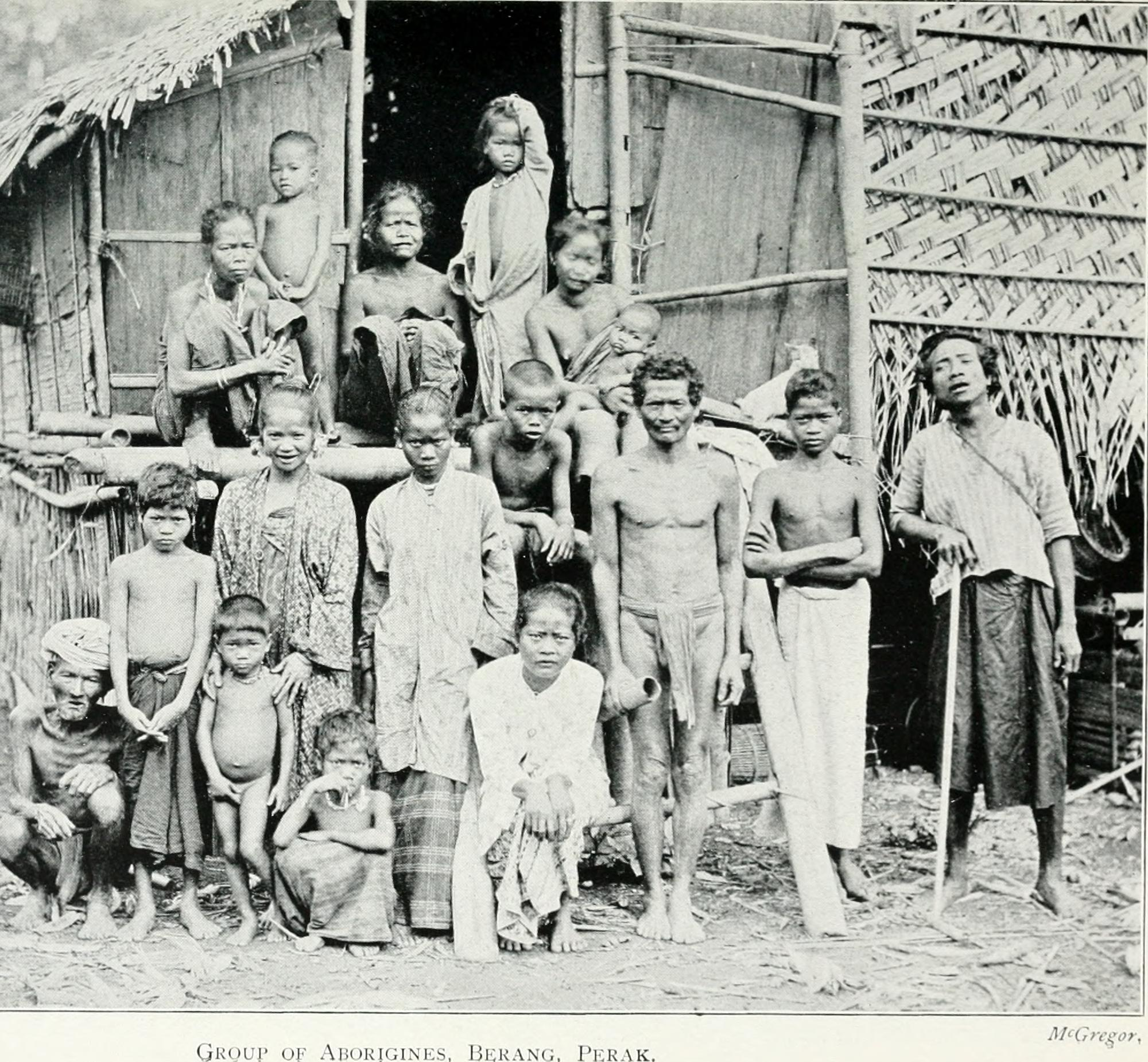
Группа аборигенов-протомалайцев в Бехранге, Перак, Малайзия, 1906.

Термин протомалайцы, который переводится на малайский язык как Melayu Asli (коренные малайцы), Melayu Purba (древние малайцы) или Melayu Tua (древние малайцы), относится к говорящим на австронезийских языках, вероятно, из материковой Азии, которые переселились на Малайский полуостров и Малайский архипелаг в длинной серии миграций между 2500 и 1500 годами до нашей эры, и, согласно одной модели, это первая из двух миграций ранних малайских носителей языка перед миграцией дейтеро-малайцев. Прото-малайцы — предки малайцев в современной Малайзии и Индонезии.
Прото-малайцы считаются моряками, хорошо разбирающимися в океанографии, обладающими передовыми навыками рыболовства, а также базовыми сельскохозяйственными навыками. С годами они поселились в разных местах и приняли различные обычаи и религии в результате аккультурации и смешанных браков, большинство людей, с которыми они контактируют: племена оранг-асли, а именно семанги и сенои.

## Происхождение
Encyclopedia of Malaysia: Early History (Энциклопедия Малайзии: ранняя история) выделяет три теории происхождения протомалайцев:
- Юньнаньская теория, миграция реки Меконг (впервые опубликована в 1889 году). Теорию прото-малайского происхождения из Юньнани поддерживают Р. Х. Гельдерн, Йохан Керн, Дж. Р. Фостер, Дж. Р. Логен, Сламетмульяна и Асмах Хаджи Омар. Другие доказательства, подтверждающие эту теорию, включают: каменные орудия, найденные на Малайском архипелаге, которые аналогичны орудиям в Центральной Азии; сходство малайских обычаев и обычаев Ассама; и тот факт, что малайский и кхмерский языки являются родственными языками, потому что прародина камбоджийцев берёт своё начало в истоке реки Меконг.
- Теория моряков (впервые опубликована в 1965 году).
- Тайваньская теория (впервые опубликована в 1997 году). См. Австронезийские языки.

Некоторые исторические лингвисты пришли к выводу, что существует скудная лингвистическая основа для разделения прото- и дейтеро-малайцев. Полученные данные свидетельствуют о том, что прото-малайские и дейтеро-малайские народы, возможно, имеют общее происхождение. Предыдущие теории предполагали, что дейтеро-малайцы пришли во время второй волны миграции, около 300 г. до н.э., по сравнению с прибытием прото-малайцев, пришедших намного раньше.

## Географические регионы

### Индонезия
Эрнест-Теодор Ами (1896) впервые идентифицировал 3 прото-малайские группы, которые встречаются на Суматре и Калимантане, Индонезия:
- Батаки
- Даяки
- Ниасы

Исследования Коэнтьяранинграта и Альфреда Рассела Уоллеса (1869) также приводят к выводу, что большинство молукканцев подпадают под прото-малайскую классификацию. Однако находки Антониу Мендес Коррейа переклассифицировали тиморцев в этнологической карте Альфреда Рассела Уоллеса как преимущественно прото-малайцев. Об этом свидетельствует поразительное сходство архитектурного дизайна традиционных домов в Лоспалосе, Восточный Тимор, с таковым у народов батаки и тораджи. На Сулавеси не только народ тораджи считается частью древних прото-малайцев, но и соседствующие с ними минахасцы, которые мигрировали на остров в мегалитический период. На Суматре малоизвестное племя, называемое народом манте из Ачеха, считается протомалайским и ныне вымершим.
К другим этническим группам, тесно связанным с прото-малайцами, относятся народ наге из Флореса, которые считаются смесью прото-малайцев и меланезийцев, и народ сакаи из Риау, которые изначально были чистыми прото-малайцами, до тех пор, пока позже они не были вытеснены дейтеро-малайцами вглубь острова, что привело к их смешению с негритосами. У западного побережья Бенкулу, остров Суматра, коренные жители острова Энгано, известные как народ энгганцы, считаются в основном прото-малайцами.

### Малайзия

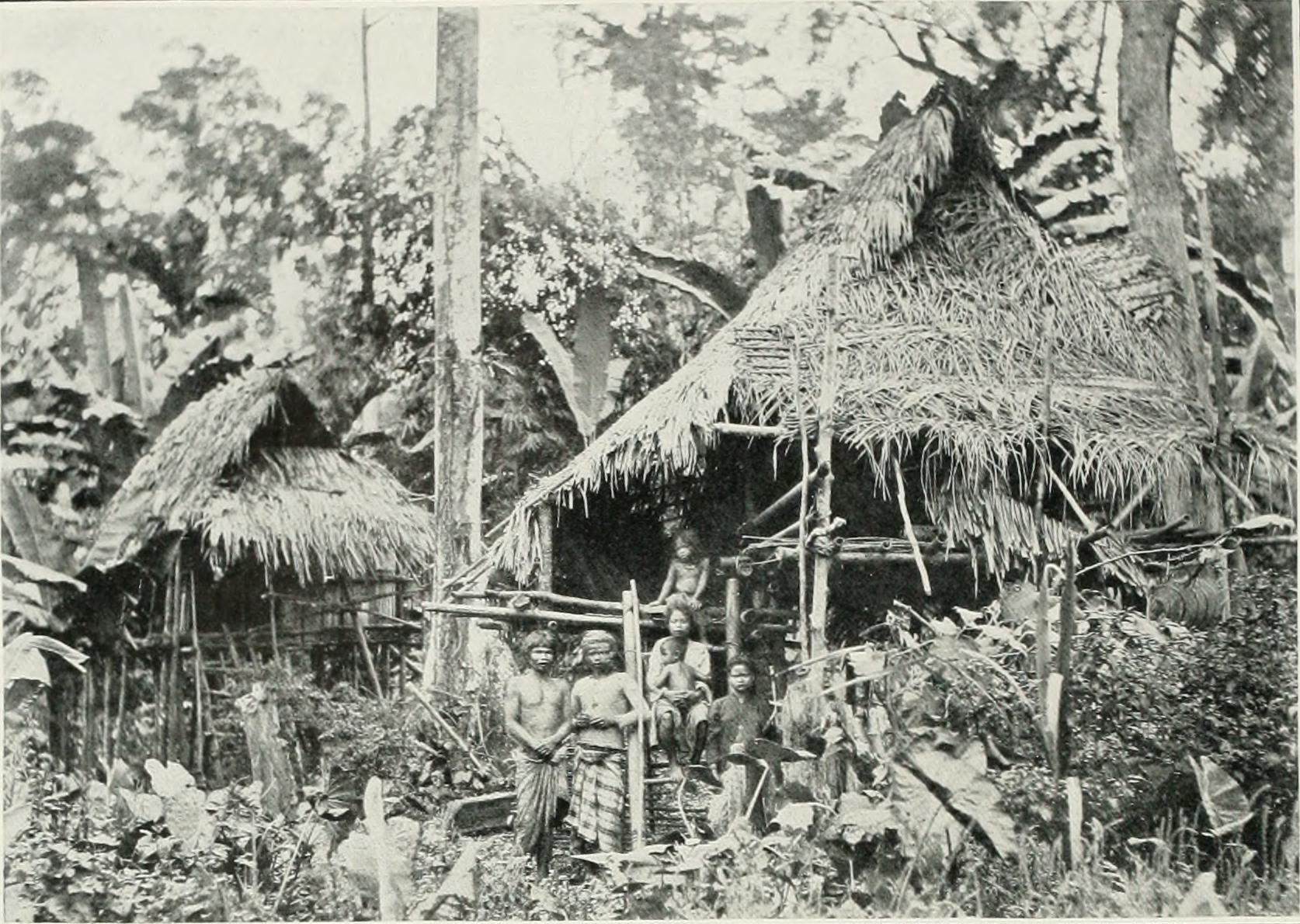
Дома протомалайцев возле Любук Келуби, Хулу Лангат, Селангор, Малайзия, 1908.

В Малайзии прото-малайцы относятся к группе коренных жителей полуострова Малакка оранг-асли. Они официально известны как:
- Джакуны
- канаки[укр.]
- Оранг-куала[англ.]
- Селетары[укр.]
- Семелаи[англ.]
- Темоки[англ.][20]
- Темуаны[укр.]

Другие этнические группы за пределами полуострова Малакка, которые также считаются прото-малайскими, помимо группы людей оранг-асли, такие как народ рунгусов.

### Филиппины

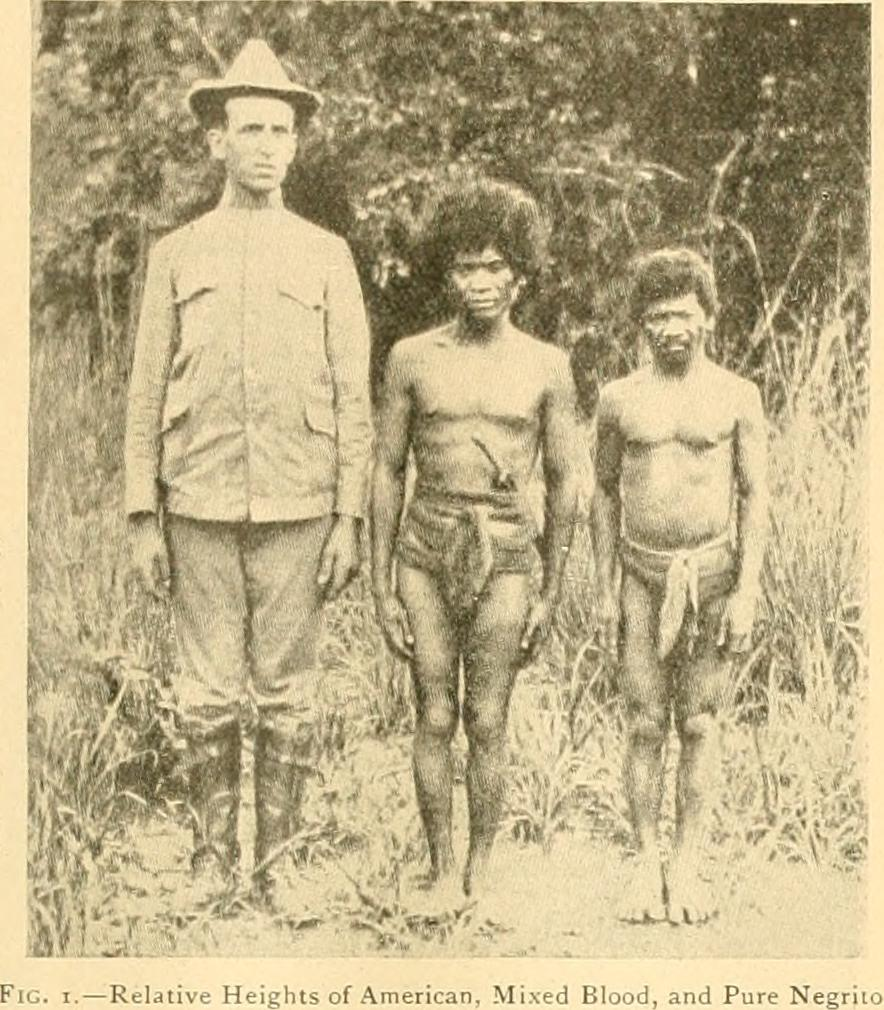
Сравнение роста американца (слева), метиса коренных индонезийцев и протомалайцев (в центре) и чистого негритоса (справа) из севера Лусона, 1869.

На Филиппинах есть несколько групп людей, которые были определены как часть прото-малайской группы:
- Мангиан[23]
- Манггуанган

Хотя на Филиппинах есть и другие этнические группы, которые в некотором роде связаны или смешаны с прото-малайцами, а именно:
- Тедураи[англ.], в основном смесь прото-малайцев и коренных индонезийцев[англ.]
- Апайо, смесь прото-малайцев и негритосов
- Самбал, в основном негритосы с примесью прото-малайцев и австралоидов[24][25]
- Албай-Биколь, в основном прото-малайцы с некоторой смесью негритосов
- Батаки Филиппин[англ.], смесь прото-малайцев и коренных индонезийцев
- Билаан, в основном негритосы, с примесью прото-малайцев и австралоидов[24][25]
- Багобо, смесь прото-малайцев и коренных индонезийцев
- Манобо, смесь прото-малайцев и коренных индонезийцев
- Субанон, в основном прото-малайцы с примесью малайцев (прибрежные) или коренных индонезийцев (внутренние)
- Ифугао, смесь прото-малайцев и малайцев
- Тингианы, смесь коренных индонезийцев и малайцев
- Бонтоки, в основном малайцы